# Furna da Laje
A Furna da Laje é uma gruta portuguesa localizada na freguesia das Bandeiras, concelho da Madalena do Pico, ilha do Pico, arquipélago dos Açores.
Esta cavidade apresenta uma geomorfologia de origem vulcânica em forma de tubo de lava em campo de lava.